# Edgar van der Roer
Edgar van der Roer (Schiedam, 17 maart 1972) is een voormalig Nederlands voetballer die tussen 1994 en 1999 als prof actief was. Hij speelde als aanvaller. Zijn vader Eddy was eveneens actief op het hoogste niveau als voetballer.
Via Excelsior '20 en Excelsior Maassluis belandde Van der Roer bij Sparta Rotterdam. Hij maakte zijn debuut in het Nederlands betaald voetbal op 27 november 1994, toen hij na 72 minuten inviel voor Gerald Sandel in de competitiewedstrijd tegen Willem II (0-2). Na twee seizoenen vertrok hij naar VVV, om zijn profloopbaan twee jaar later af te sluiten bij ADO Den Haag. Daarna keerde Van der Roer terug bij de amateurs van Excelsior Maassluis en VVK '68.
Inmiddels is hij kok en barman in een eetcafé in zijn geboorteplaats.

## Clubstatistieken
| Seizoen | Club             | Land      | Competitie     | Duels | Goals |
| ------- | ---------------- | --------- | -------------- | ----- | ----- |
| 1994/95 | Sparta Rotterdam | Nederland | Eredivisie     | 17    | 0     |
| 1995/96 | Sparta Rotterdam | Nederland | Eredivisie     | 6     | 0     |
| 1996/97 | VVV              | Nederland | Eerste divisie | 32    | 8     |
| 1997/98 | ADO Den Haag     | Nederland | Eerste divisie | 22    | 6     |
| 1998/99 | ADO Den Haag     | Nederland | Eerste divisie | 28    | 11    |
| Totaal  | Totaal           | Totaal    | Totaal         | 105   | 25    |